# Marquesado de Herrera
El Marquesado de Herrera es un título nobiliario español creado el 9 de noviembre de 1790 por el rey Carlos IV a favor de Vicente De Herrera y Rivero, Del Corro y Gómez de Lamadrid; con el Vizcondado previo de Santo Domingo. Regente de Guatemala, Regente de México, Ministro togado del Consejo de Indias. Caballero de la Real y Distinguida Orden Española de Carlos III.

## Marqueses de Herrera
|                                 | Titular                                                    | Periodo                |
| Creación por Carlos IV          | Creación por Carlos IV                                     | Creación por Carlos IV |
| ------------------------------- | ---------------------------------------------------------- | ---------------------- |
| I                               | Vicente De Herrera y Rivero, Del Corro y Gómez de Lamadrid | 1790-1794              |
|                                 |                                                            |                        |
| Rehabilitación por Alfonso XIII |                                                            |                        |
| II                              | Juan Díaz de Bustamante y Campuzano                        | 1887-?                 |
| III                             | Felipe Díaz de Bustamante y Quijano                        | 1935-1945              |
| IV                              | Antonio Díaz de Bustamante y Conrado                       | 1946-1989              |
| V                               | Guillermo Díaz de Bustamante y Gil de Reboleño             | 1990-actualidad        |

## Historia de los Marqueses de Herrera
- Vicente De Herrera y Rivero, Del Corro y Gómez de Lamadrid (1743-1794), I marqués de Herrera. Regente de la Real Audiencia y Virrey interino de la Nueva España desde el 20 de octubre de 1784 al 17 de junio de 1785.[2]

casó el 18 de marzo de 1787 con Dolores Romero de Terreros y Trebuesto Hija de Pedro Romero de Terreros I Conde de Regla. Sin descendencia.
Rehabilitado en 1887 por:
- Juan Díaz de Bustamante y Campuzano (1855-.), II marqués de Herrera.

1. Casó con María de la Trinidad García-Sancho y Zavala, XX condesa de Paredes de Nava. Sin descendientes. Le sucedió, en 1935, el hijo de su hermano Felipe Díaz de Bustamante y Campuzano que había casado con María del Carmen Quijano, por tanto su sobrino:

- Felipe Díaz de Bustamante y Quijano (Los Corrales de Buelna, 8 de junio de 1896 - Santander, 6 de septiembre de 1945), III marqués de Herrera.

1. Casó con Carolina Conrado y Villalba. Le sucedió, en 1946, su hijo:

- Antonio Díaz de Bustamante y Conrado (.-1989), IV marqués de Herrera.

1. Casó con María del Carmen Gil de Reboleño y de la Torre. Le sucedió, en 1990, su hijo:

- Guillermo Díaz de Bustamante y Gil de Reboleño, V marqués de Herrera.

1. Casó con Lourdes Gutiérrez de Yanguas.